# Hydrurales
Hydrurales é uma ordem monotípica de algas unicelulares heterocontes de água doce pertencentes à classe Chrysophyceae (algas douradas), caracterizadas pela formação de longas colónias filamentosas macroscópicas de coloração amarelada.

## Descrição
Os membros da ordem Hydrurales são microalgas unicelulares formadoras de colónias filamentosas amareladas constituídas por talos mucilaginosas com até 30 cm de comprimento. A células são ovaladas, com cloroplastos bilobados com um pirenoide bem desenvolvido no seu interior, e ocorrem dispersas na matriz de mucilagem que mantém a colónia unida e na maioria dos casos ligada ao substrato. A colónias quando expostas ao ar tendem a exalar um odor fétido.
Os zoósporos são tetraédricos com dois flagelos heterocontes desiguais, com um muito mais curto que o outro.
Quando as condições ambientais são desfavoráveis, nomeadamente quando haja secura, muitas das espécies produzem cistos. Os cistos são estomatocistos lenticulares com uma aba equatorial.
Os membros do grupo são na sua maioria espécies dulçaquícolas que formam longos filamentos aderentes a rochas, troncos e outros substratos em rios e ribeiros com águas rápidas.

## Taxonomia e sistemática
A ordem Hydrurales é um táxon monotípico com apenas uma família e os seguintes géneros:
- Hydruraceae Rostafinsky, 1881[1]
  - Carrodoria O.Kuntze
  - Carrodorus S.F.Gray
  - Celloniella Pascher
  - Chrysonebula J.W.G.Lund
  - Hydrurus C.Agardh
  - Nanurus Skuja